# Йоан Комнин Челеби
Йоан Комнин Челеби е византийски аристократ от династията Комнини, племенник на византийския император Йоан II Комнин и брат на император Андроник I Комнин. Йоан получава прозвището си Челеби след като приема исляма през 1140 г.
Йоан Комнин Челеби е син на Исак Комнин, брат на Йоан II Комнин. За майка му, която се казва Ирина, се предполага, че е киевска княгиня. През 1183 г. по-малкият брат на Йоан, Андроник, завзема властта в империята и се провъзгласява за император.
През 1130 г. Йоан заедно с баща си планира да детронира чичо си от престола. За опасното начинание те съставят различни планове и търсят подкрепа от данишмендите и други турски племена в Мала Азия. Заговорът е разкрит, след което двамата са прогонени от империята и живеят 6 години в изгнание. През 1138 г. Йоан и баща му са опростени от императора и се завръщат в Константинопол.
През 1139 г. Йоан Комнин придружава императора по време на един от походите му в Мала Азия. През 1140 г. по време на битката при Неокесария Йоан Комнин дезертира и бяга при селджукските турци, за да „приеме едновременно ислямската вяра и дъщерята на селджукския султан Месуд I за жена“.
По-късно султаните на османските турци твърдят, че са потомци на Йоан Комнин, вероятно за да защитят правото си да владеят византийските земи като преки потомци на императорите от династията Комнини.